# Leudo
Il leudo o loido (in lingua italiana anche leuto o liuto, in lingua ligure lœidu o leûdo pron. /'løɪdu/) è il nome dato, in Liguria, ad una famiglia di barche a vela latina che sono state utilizzate per le attività di cabotaggio (trasporto di merci) fino agli ultimi decenni del Novecento, in tutta l'area mediterranea.

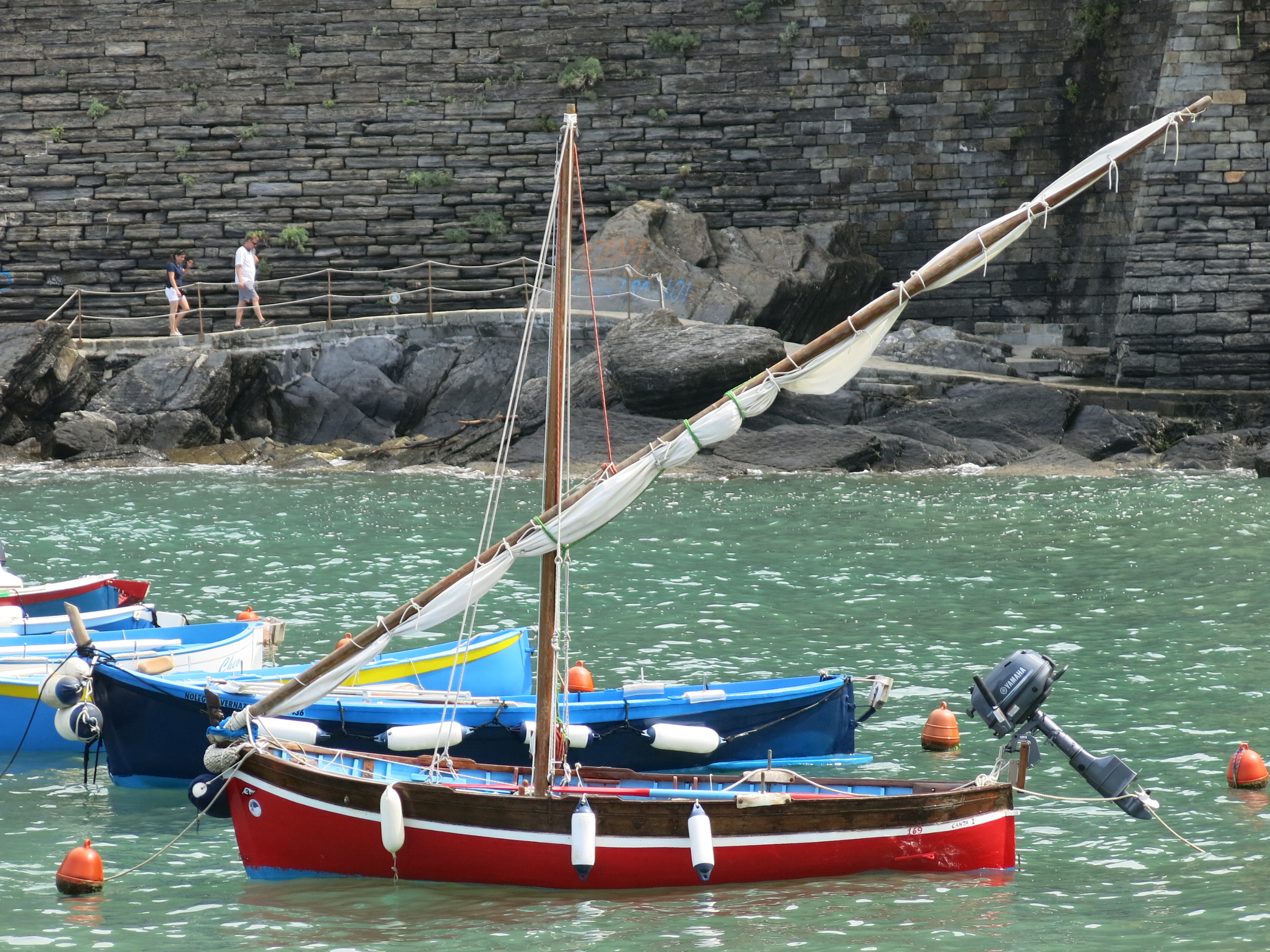
Leudo nel porto di Vernazza

## Descrizione

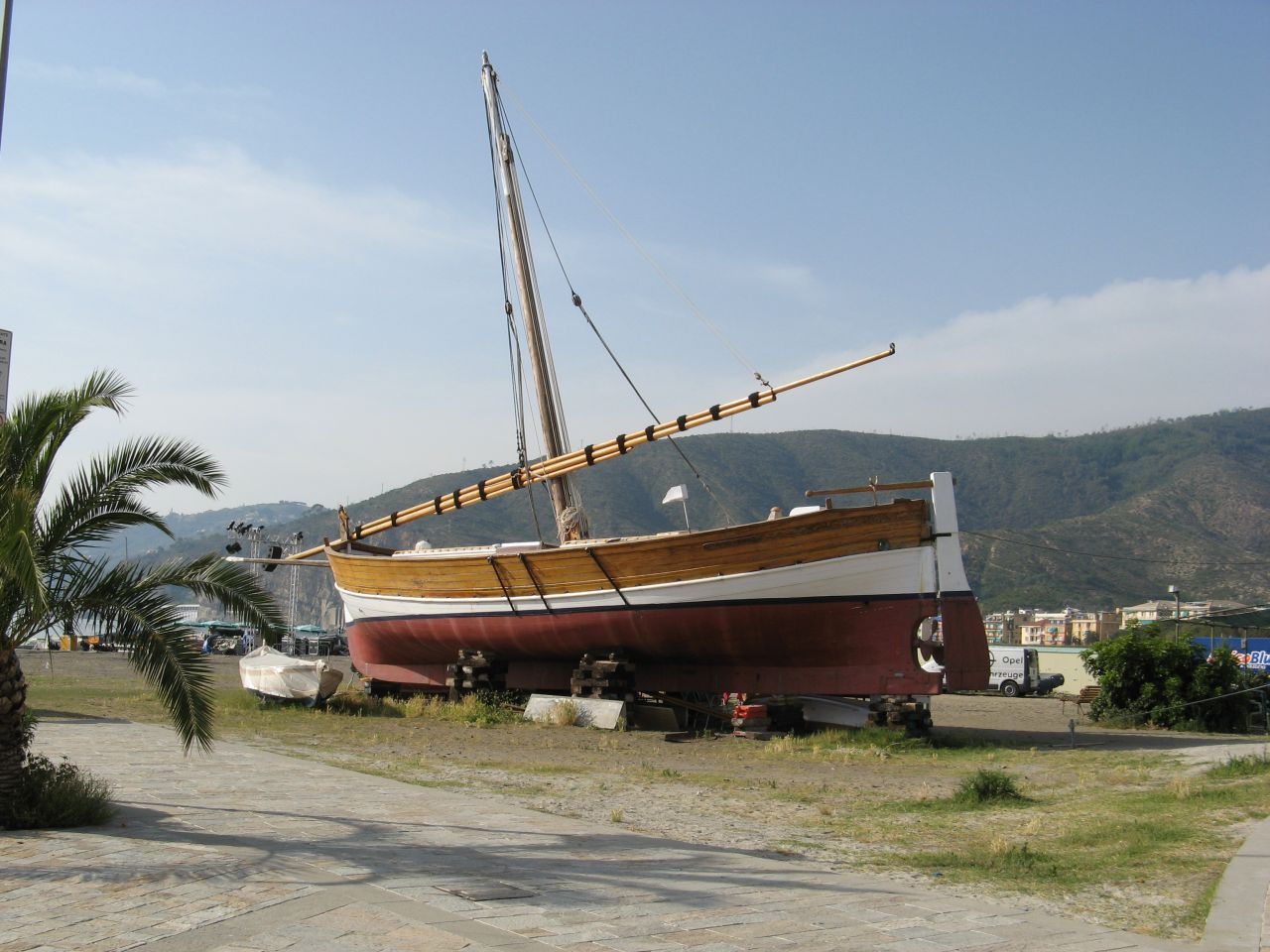
Il Nuovo Aiuto di Dio.

Il leudo si presenta come una piccola nave di circa quindici metri di lunghezza con una capacità di carico di una trentina di tonnellate. La forma affusolata dello scafo gli permetteva, ad una epoca con porti ancora scarsi, di esser alato sulla spiaggia come di affrontare il mare aperto.

Nell'Ottocento i principali carichi di merci erano: il vino ligure, il formaggio pecorino di Sardegna, l'ardesia del territorio di Cogorno, le ceramiche di Albissola, sale, sabbia.
Oggi, solo una flotta di pochi leudi testimonia il patrimonio marinaro, un tempo ricchissimo, della Liguria.

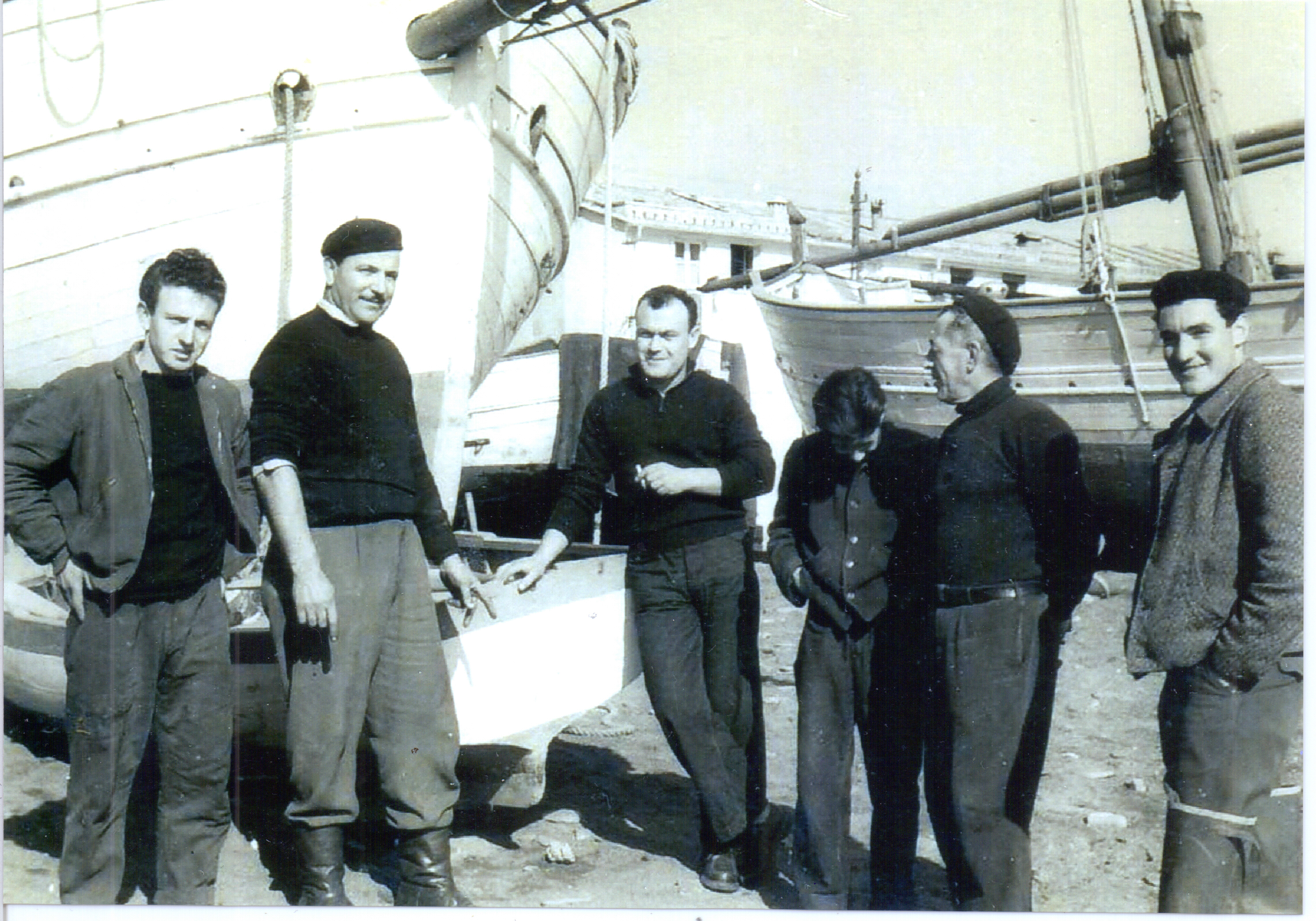
Leudi tirati a secco sulla spiaggia di Sestri Levante. In primo piano la pareggia -Giulia madre

Gli ultimi leudi sopravvissuti sono:
- Il San Agostino: Costruito a Lavagna nel 1891, e rimasto per quarant'anni senza traccia, è stato ritrovato nel 1999, irriconoscibile e pieno d'acqua nel porto di Piombino. Acquistato nel 2001 da un appassionato di vecchie barche che lo ha messo in secco a Chiavari.
- Il Dominica Nina: Fu costruito nel 1922 nei cantieri di Lavagna dal maestro d'ascia Lorenzo Figallo, è il più grande leudo mai costruito, 17,5 m di lunghezza al ponte, ed una larghezza di 5,7 m, con una capacità di 430 quintali. Oggi il leudo si trova a Lavagna ed è stato dichiarato « Imbarcazione di particolare interesse storico e artistico » da parte del Ministero per i Beni e le Attività Culturali.
- Il Nuovo Aiuto di Dio: Costruito, nel 1924, a Sestri Levante da Muzio. Durante la guerra è stato affondato nel fiume Arno, poi recuperato per diversi trasporti tra la Sardegna e Sestri. Acquistato nel 1972 dal Moisè Bordero che l'ha fatto restaurare dai Cantieri Navali Liguri di Riva Trigoso. Da prima del 21-11-94, data di acquisto del leudo da parte dell'attuale proprietario Gian Renzo Traversaro, è rimasto in secco e in perfette condizioni, sulla spiaggia di Sestri Levante ed è stato varato sulla spiaggia del Balin il 26 giugno 2011 dai volontari dell'associazione “Amici del leudo”, associazione nata per la salvaguardia del leudo e della cultura marinara ligure (leudo.it), alla quale è stato ceduto. La stessa associazione ne ha chiesto l'inserimento nel patrimonio dell'umanità dell'UNESCO e la pratica è in corso. Attualmente l'associazione ha in programma l'addestramento dei giovani alla navigazione su barche d'epoca, nonché la partecipazione ad eventi culturali tradizionali promossi da enti ed istituzioni.
- Il Nuovo Sestri: Prime notizie a partire dal 1913. Riceve il suo primo motore nel 1937. All'ormeggio a Portoferraio, nel 1998, è stato danneggiato da una violenta mareggiata. Oggi appartiene all'Autorità Portuale di Savona.
- Il Felice Manin: Fu costruito a San Michele di Pagana (Rapallo) nel 1891 da Emanuel Ghio. Nel 1974, è stato ritrovato abbandonato sulla spiaggia di Riva Trigoso (Sestri Levante) e poi restaurato, nel 1981–1984 da Luigi Cappellini. Nell'ottobre 1984, con l'obiettivo di partecipare alle celebrazioni del centenario della Statua della Libertà a New York, attraversava l'Oceano Atlantico secondo la rotta seguita da Cristoforo Colombo.
Dal 20/4/2000 si trova nell'Arsenale della Spezia in attesa di restauri.[3]
- Il Nuovo Aquilone: Costruito a Sestri Levante nel 1912. Il leudo è stato ricostruito tra il 1992 ed il 1995 nel cantiere « Caprera di la Maddalena ». Partecipa ogni anno alla "Regata della Vela Latina" di Stintino.
- Il Ferdinando Bregante: Costruito a Lavagna nel 1921 nel cantiere Figallo. Nel 1998 è stato acquistato dal comune di Lavagna per adibirlo a diverse manifestazioni di tipo turistico e culturale. Nel dicembre 2004 ha fatto da nave base per l'esecuzione del record di apnea di Giancarlo Genoni nelle acque antistanti Chiavari. Dal 2007 è stato messo in secca per le necessarie manutenzioni mai effettuate. Attualmente si trova nel porto di Lavagna abbandonato dietro al Depuratore Comunale ed è ormai praticamente irrecuperabile visto l'avanzato stato di degrado e deterioramento.

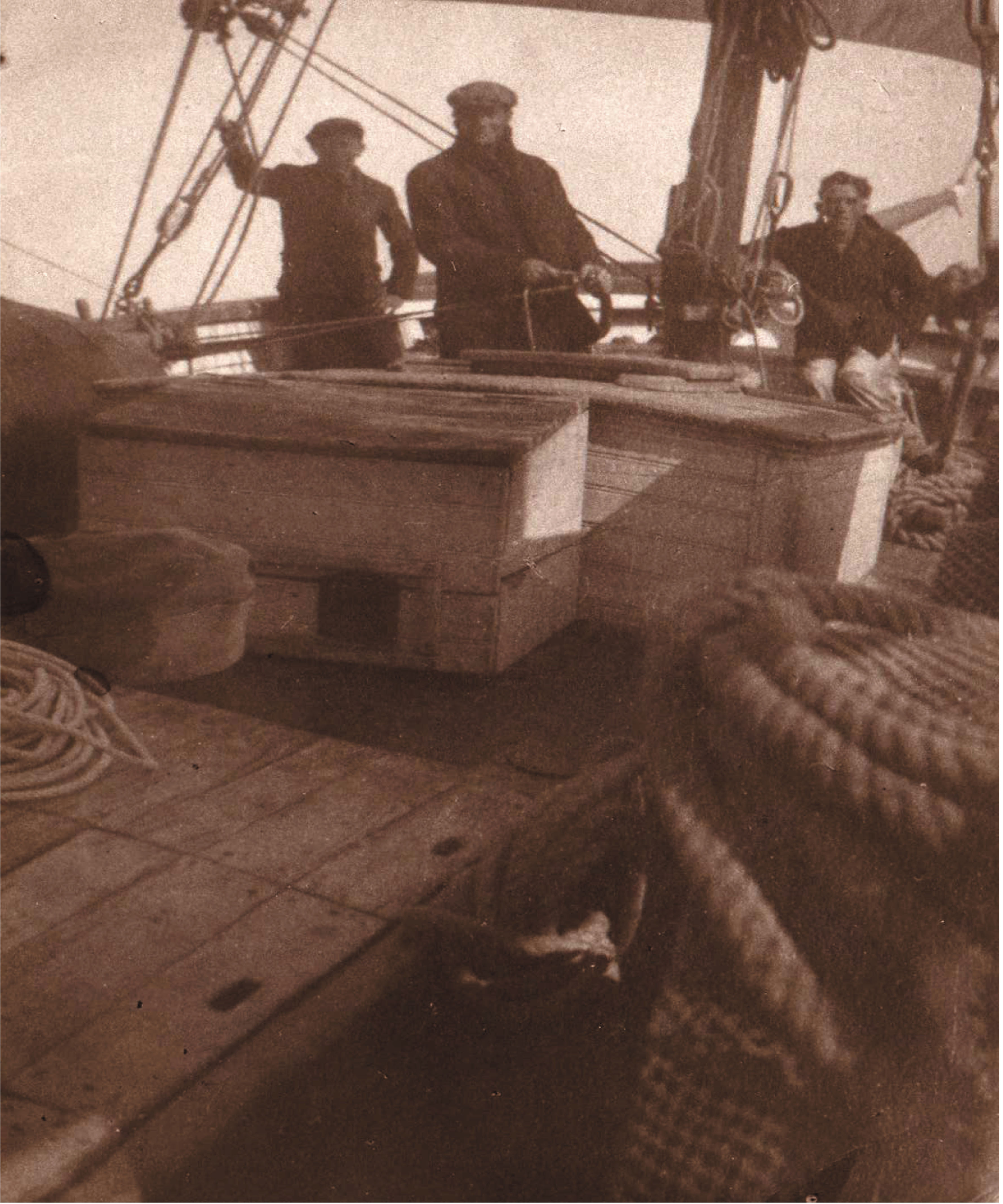
Il ponte del leudo Ferdinando padre

- Il Leonidas: Realizzato tra il 2004 e il 2006 grazie all'impegno e alla tenacia del suo giovane armatore, Ivan Zanchetta, è la riproduzione fedele di un leudo vinacciere costruito alla fine dell'800 a Lavagna. Il primo leudo “Leonidas”, a detta dei vecchi padroni, era una barca estremamente veloce e manovriera, nonostante le sue dimensioni. Venne realizzato nel cantiere del Maestro Lorenzo Figallo (detto “Loencin”) di Lavagna, noto per avere costruito numerosi leudi tra cui uno degli ultimi sopravvissuti, il San Marco o Dominica Nina. Il vecchio “Leonidas” faceva rotta tra Sardegna, Liguria e Isola d'Elba per il commercio del vino e, come tutti i leudi, di qualsiasi altra mercanzia che produceva fonte di guadagno. Dopo numerosi decenni di intensa attività commerciale, nel 1968, mentre navigava al largo di Porto Azzurro, fu colto da una tempesta e fece naufragio procurandosi seri danni. Venne recuperato con l'intento di riarmarlo ma fu destinato alla demolizione. In occasione degli scali del Leudo all'isola d'Elba, Sergio Spina, disegnatore di barche ed esperto di velieri da lavoro del bacino del Tirreno, ebbe modo di eseguire i rilievi dell'imbarcazione, grazie ai quali Ivan Zanchetta, appassionato di barche storiche, ha intrapreso l'esaltante avventura del rifacimento di un leudo, imbarcazione che non veniva più costruita da circa 80 anni. Il veliero è attualmente impiegato per l'attività di charter giornaliero nelle acque dell'arcipelago di La Maddalena promuovendo la riscoperta di questo antico e affascinante armo velico.
- "ZIGOELA": Varato nel 1998 a Livorno è stata realizzato dal maestro d'ascia Mario Cecchi. Lunghezza 13,50 m, larghezza, 4,20 m; armo velico: leudo a vela latina con scafo non da leudo classico ma.da brigantino. Armatore di questo semi-leudo moderno dal sapore antico è Roberto Bertonati che ha fondato l'Associazione Compagnia delle vele latine con lo scopo di preservare e divulgare l'antica cultura marinara.
- "Giovanni Battista": Varato nel 1965 alla Maddalena e realizzato da un maestro d'ascia di Sestri Levante è passato di mano in mano finendo addirittura nel porto di Marsala, in Sicilia. Unico leudo della storia nato per il trasporto di persone, su modello dei leudi cosiddetti Toscanelki, in quantodalla Ligura andavano a pescare in Toscana,  nel 2024 è stato acquistato da una società sestrese e, dopo due mesi di cabotaggio, è  arrivato in Liguria, esattamente nel porto di Lavagna, nuova base operativa.  Dall'estate 2024 è impiegato per escursioni private di alto livello nel Levante ligure.

## Altre imbarcazioni
Nella stessa epoca della diffusione dei leudi, nei mari liguri e dell'Alto Tirreno venivano usate, con le stesse funzioni altre imbarcazioni
- Pareggia : l'albero maestro a calcese, inclinato in avanti,[4]
- Bova: l'albero era verticale.